# Rémy Rochas
Rémy Rochas (La Motte-Servolex, 18 mei 1996) is een Frans wielrenner die anno 2024 rijdt voor Groupama-FDJ.

## Carrière
In 2016 won Rochas de tweede etappe in de Ronde van de Isard door negen seconden eerder over de finish te komen dan Matthias Le Turnier en Léo Vincent. In de Kreiz Breizh Elites in juli wist hij tweemaal in de top tien van een etappe te finishen en eindigde hij op de achtste plaats in het algemeen klassement. In het jongerenklassement eindigde hij achter Nícolas Sessler als tweede.
In 2019 werd Rochas, na in 2018 al stage te hebben gelopen, prof bij Delko Marseille Provence. In zijn eerste seizoen bij de Franse ploeg nam hij onder meer deel aan de Ronde van Turkije en de Japan Cup.

## Overwinningen
2013
Bergklassement Ronde van Valromey
2016
2e etappe Ronde van de Isard

## Resultaten in voornaamste wedstrijden
| Jaar | Ronde van Italië | Ronde van Frankrijk | Ronde van Spanje |
| ---- | ---------------- | ------------------- | ---------------- |
| 2021 | opgave           |                     | 15e              |
| 2022 | 71e              |                     | opgave           |
| 2023 | opgave           |                     | 28e              |
| 2024 |                  |                     | opgave           |
| 2025 | 39e              |                     |                  |

| Jaar | Amstel Gold Race | Luik-Bast.‑Luik | Ronde van Lombardije | Waalse Pijl |
| ---- | ---------------- | --------------- | -------------------- | ----------- |
| 2021 |                  | 143e            | opgave               |             |
| 2022 |                  | 56e             | 25e                  | 90e         |
| 2023 |                  |                 |                      |             |
| 2024 | 103e             | 91e             | 61e                  | opgave      |
| 2025 |                  |                 |                      |             |

## Ploegen
- 2016 –  AG2R La Mondiale (stagiair vanaf 1 augustus)
- 2018 –  Delko Marseille Provence KTM (stagiair vanaf 1 augustus)
- 2019 –  Delko Marseille Provence
- 2020 –  NIPPO DELKO One Provence
- 2021 –  Cofidis
- 2022 –  Cofidis
- 2023 –  Cofidis
- 2024 –  Groupama-FDJ
- 2025 –  Groupama-FDJ

Bagdonas · Bakelants · Bardet · Bérard · Bidard · Bonnafond · Cherel · Daniel · Denz · Domont · Dumoulin · Dupont · Gastauer · Gaudin · Gautier · Gougeard · Gretsch · Houle · Jauregui · Kadri · Latour · Minard · Montaguti · Péraud · Pozzovivo · Riblon · Sergent · Turgot · Vansummeren · Vuillermoz · Cosnefroy (stagiair) · Fabre (stagiair) · Rochas (stagiair)
Areruya · Combaud · De Rossi · Di Grégorio · El Fares · Fernández · Filosi · Finetto · Guérin · Jones · Kasperkiewicz · Leveau · Madrazo · Martinez · Michajlov · Moreno · Rodríguez · Šiškevičius · Smukulis · Trarieux · Fedeli (stagiair) · Meyer (stagiair) · Rochas (stagiair)
Areruya · Combaud · De Rossi · El Fares · Fedeli · Fernández · Filosi · Finetto · Grosu · Guérin · Jones · Kasperkiewicz · Leveau · Moreno · Navardauskas · Rochas · Schmidt · Šiškevičius · Trarieux · Carr (stagiair) · Delettre (stagiair) · Guichard (stagiair)
Allegaert · Barceló · Berhane · Bohli · Carvalho · Champion · Consonni · Drucker · Edet · Fernández · Finé · Geschke · Haas · Jesús Herrada · José Herrada · Lafay · Laporte · Martin · Morin · Perez · Périchon · Rochas · Sabatini · Sajnok · Vanbilsen · A. Viviani · E. Viviani · Wallays · Toumire (stagiair) · Zingle (stagiair) · Lebreton (stagiair)
Allegaert · Armée · Bidard · Bohli · Carvalho · Champion · Cimolai · Consonni · Coquard · Delettre · Fernández · Finé · Geschke · Jesús Herrada · José Herrada · Izagirre · Kreder · Lafay · Martin · Perez · Périchon · Renard · Rochas · Sajnok · Thomas · Toumire · Vanbilsen · Villella · Wallays · Walscheid · Zingle · Kolze Changizi (stagiair) · Lecamus-Lambert (stagiair) · Wood (stagiair)
Allegaert · Bidard · Carvalho · Champion · Cimolai · Consonni · Coquard · Delettre · Fernández · Finé · Geschke · Jesús Herrada · José Herrada · Izagirre · Kreder · Lafay · Lastra · Mariault · Martin · Noppe · Perez · Périchon · Renard · Rochas · Thomas · Toumire · Wallays · Walscheid · Wood · Zingle · Gudnitz (stagiair) · Knight (stagiair) · Larmet (stagiair)
Askey · Barthe · Bystrøm · Davy · Gaudu · Geniets · Germani · Grégoire · Gruel (vanaf 1/3) · Konovalovas · Küng · Le Gac · Le Huitouze · Lienhard · Madouas · Martinez · Molard · Pacher · Paleni · Penhoët · Pithie · Rochas · Russo · Sarreau · Thompson · van den Berg · Walls · Watson